# مزه

جوانه چشایی

مَزّه یک احساس است که توسط حس چشایی آشکار می‌شود. البته مزه یک احساس کلی می‌باشد؛ یعنی هر آنچه را که حس چشایی احساس کند مزه دارد و هر آنچه را که احساس نکند مزه ندارد. آنچه با حس چشایی درک می‌شود با کلماتی چون تلخی، ترشی، شیرینی، شوری و اُمامی بیان می‌شود. 
اما تندی یک مزه نیست چون با حس لامسه درک می‌شود. این احساس در نتیجه تاثیر ماده کاپسی‌سین در دهان ایجاد می‌شود. 
 در هنرِ آشپزی به مخلوط نمودن مواد مختلف به ویژه ادویه جات برای ایجاد احساس مطبوع در افرادی که غذای مورد نظر را میل می‌کنند طعم دار نمودن غذا می‌گویند. طعم دهنده‌ها عموماً از گیاهان معطر تهیه می‌شوند که مخلوط آن‌ها با یکدیگر بو و مزه دلپذیری را در افراد ایجاد می‌کند. البته تعریف دیگر طعم این است: مزه +بو، در عبارتی دیگر باید گفت که طعم غذا ترکیبی از حس چشایی و بوی غذاست. اگر انسان دچار سرما خوردگی شدید و راه بینی شخص بسته شود، به سختی مزهٔ غذا را تشخیص خواهد داد. مزه کردن یا چشیدن قرار دادن جزئی از یک چیز یا غذا روی زبان برای تعیین مزهٔ آن است. انسان‌ها با استفاده از غُده‌های چشایی روی زبان خود، قادر به چشیدن مزه غذاهای مختلف است. زبان پوشیده از برآمدگی‌های بسیار ریزی است که در اطراف خود غده‌های چشایی را جای داده‌اند. در قسمت پشت و جلو و اطراف زبان توده‌ای از این غده به چشم می‌خورد. رگ‌های عصبی که از غده‌های چشایی به سوی مغز امتداد یافته‌اند، ترشی، شیرینی، تلخی و شوری غذا را به اطلاع می‌رسانند.
و توضیح دیگر مزه که در کنار نوشیدنی‌های الکلی برای از بین بردن و تغییر دادن مقداری از تلخی آن است.

## مزه‌ها

### شیرینی

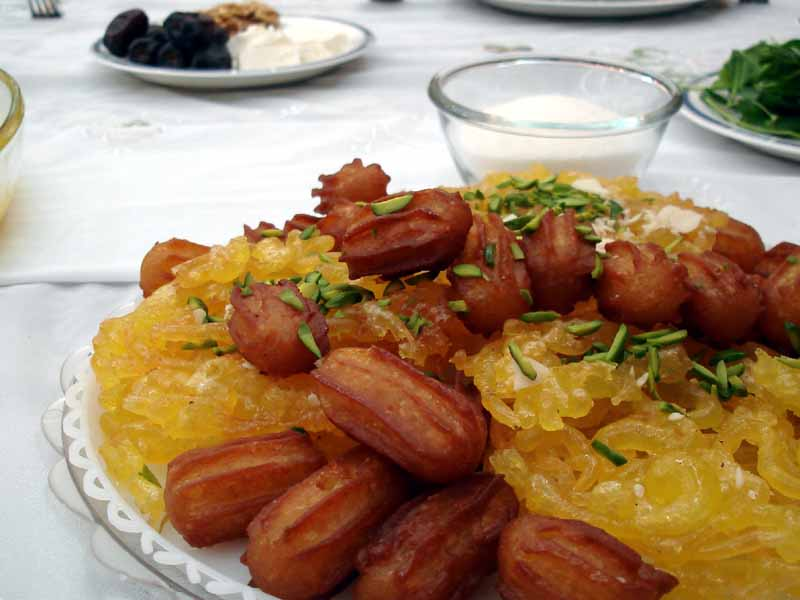
زولبیا و بامیه

شیرینی یا مزهٔ شیرین یکی از مزه‌های پنج‌گانه است که اغلب در دنیا تجربه‌ای لذت‌بخش قلمداد می‌شود. این مزه را بیش از هر چیز با غذاهایی که شامل مقدار زیادی کربوهیدرات ساده مثل شکر هستند همبسته می‌دانند.

### تلخی
تلخی یا مزهٔ تلخ لغتی است برای توصیف طیفی از مزه یا احساسی مدروک شده توسط حس چشایی که در گیاهانی همچون دانهٔ قهوه و لیموی مانده وجود دارد. به ماده‌ای که مزهٔ تلخ دارد، تلخ گفته می‌شود.

#### اهمیت
تلخی کمک می‌کند تا بعضی جانداران مانند پستانداران غذای مسموم را تشخیص دهند معمولاً خوراکی‌های مسموم در طبیعت تلخ هستند. از این رو این جانداران بی‌تمایلی غریزی نسبت به مزهٔ تلخ دارند. به عنوان نمونه دانهٔ سیب که مزه تلخی دارد سمی است و مقداری سیانور در خود دارد و خوردن ۲۰۰ عدد دانهٔ سیب برای کشتن انسان کافی است. همچنین بادام‌های تلخ و هستهٔ هلو و برخی دیگر که تلخ هستند دارای سیانور بوده و خوردن کافی آن‌ها کشنده است. اما بعضی خوراکی‌های تلخ اینچنین نیستند.
موادی که طعم تلخی دارند عبارتند از:قهوه، زیتون روغن نگرفته، کاسنی

### ترشی

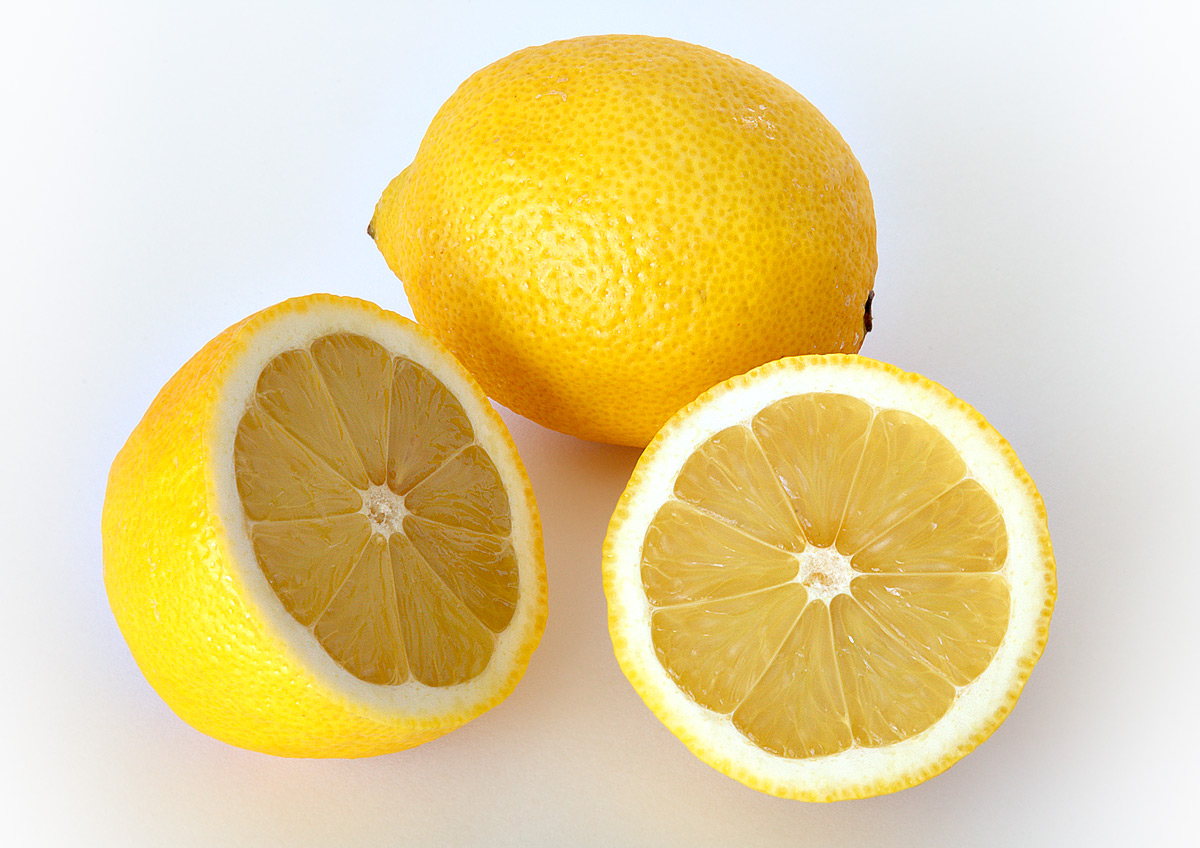
لیمو ترش میوه‌ای است که مزهٔ ترشی دارد و توسط یک دستگاه چشایی نرمال قابل ادراک است.

ترشی یا مزهٔ ترش لغتی است برای توصیف طیفی از مزه یا احساسی مدروک شده توسط حس چشایی. به ماده‌ای که مزهٔ ترش دارد ترش گفته‌می‌شود. لیمو ترش میوه‌ای است که به نماد خوراکی‌های ترش تبدیل شده‌است.

#### اهمیت
مزهٔ ترش کمک می‌کند که بعضی جانداران چون پستانداران خوراکی مناسب برای هضم غذا را بعد از خوردن غذا تشخیص دهند چراکه خوراکی‌های ترش معمولاً خاصیت اسیدی دارند.

### تندی
مزه تند یا تندی یکی از مزه های محبوب در برخی از کشورهای آسیایی نظیر هند می باشد، مزه تند در هنگام برخورد با زبان حسی همانند سوختگی و تشنگی را القا میکند. تندی در مقادیر زیاد باعث مشکلاتی در سلامتی بدن می گردد.

### شوری

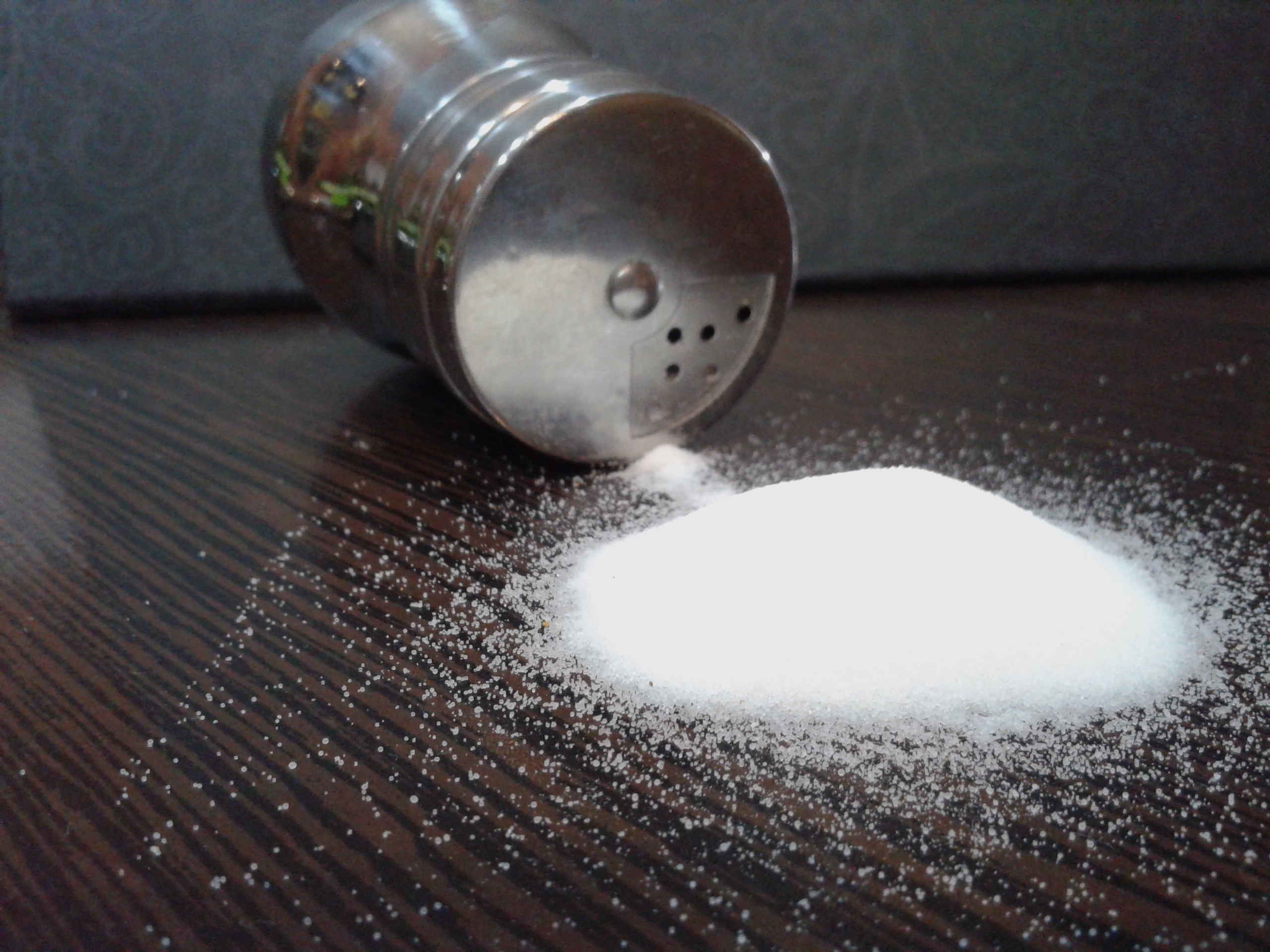
سدیم کلرید یا نمک خوراکی ماده خوردنی است که امروزه به نماد مزهٔ شوری شناخته می‌شود که توسط یک دستگاه چشایی نرمال مزه‌ای که از آن درک می‌شود شوری یا مزهٔ شور نام دارد.

شوری یا مزهٔ شور لغتی است برای توصیف طیفی از مزه یا احساسی مدروک شده توسط حس چشایی. به ماده‌ای که مزهٔ شور دارد، شور گفته می‌شود. امروزه نمک خوراکی به عنوان نمادی برای مزهٔ شور تبدیل شده‌است.

### اومامی (مطبوع)
این مزه به تازگی به پنج تای دیگر اضافه شده‌است که مزه خوش طعمی است که توسط ترکیباتی نظیر منو سدیم گلوتامات (MSG) احساس می‌شود.

## طعم‌دهنده‌ها
از جمله طعم دهنده‌ها و ادویه جات می‌توان به موارد زیر اشاره کرد:
نمک- فلفل (سیاه، قرمز، سفید، سبز، فلفل دلمه‌ای)- زردچوبه- زنجبیل- میخک- دارچین- هل- تخم گشنیز- تخم شوید- رازیانه- جوز هندی- ریحان- جعفری- گشنیز- شوید- نعناع- خردل- زعفران- پودر سیر- آویشن- زیره (سبز و سیاه)- اکلیل کوهی (رزماری)- برگ پیازچه
ادویه‌های مشهور و متعددی از ترکیب برخی از مواد فوق تهیه می‌شود که از آن جمله می‌توان به موارد ادویه‌های هندی نظیر ادویه کاری و ادویه گارام ماسالا اشاره کرد.

## انواع
در فرهنگ لغت‌های مختلف، لغت‌های مختلفی برای توصیف طیف‌های مختلفی از مزه به کار برده می‌شود در فارسی، از جمله:

شیرین، تلخ، شور، ترش، دِبش، لب ترش، گس، تند، زبان گز، مَلَس، لب شور، شورمزه، ترش و شیرین، میخوش.

لغات بالا به مخلوطی از مزه‌ها با نسبت‌های خاصی گفته می‌شود، گرچه ممکن است که این لغات حواس لامسه را نیز دربر بگیرد و مخلوطی از آن را توصیف کند.
- در قرآن نیز مزه‌ها چنین آمده‌است:

حلو (شیرین) – مر (تلخ) – اجاج (تلخ و شور) – ملح (شور) – غدب (شیرین) – خمط (تلخ)

## تاریخچه شناخت انواع مزه‌ها
در غرب حدود ۳۵۰ سال قبل از میلاد ارسطو دو طعم شیرین و تلخ به عنوان پایه‌ترین طعم‌ها معرفی کرد. در هندوستان در علم شفا طعم‌های اصلی عبارتند از تلخ، تند، شور، ترش و شیرین.
چندی پیش طعم «خوشمزه» نیز به‌عنوان طعم پنجم روی زبان معرفی شد، اما اخیراً دانشمندان دریافته‌اند که چربی یک طعم محسوب می‌شود و با زبان قابل تشخیص است. تیمی از دانشمندان آمریکایی موفق به شناسایی یک گیرنده شیمیایی روی جوانه‌های چشایی شده‌اند که مولکول‌های چربی را شناسایی می‌کند، دانشمندان دریافتند میزان حساسیت آن‌ها در افراد مختلف متفاوت است.